# Подільські замки

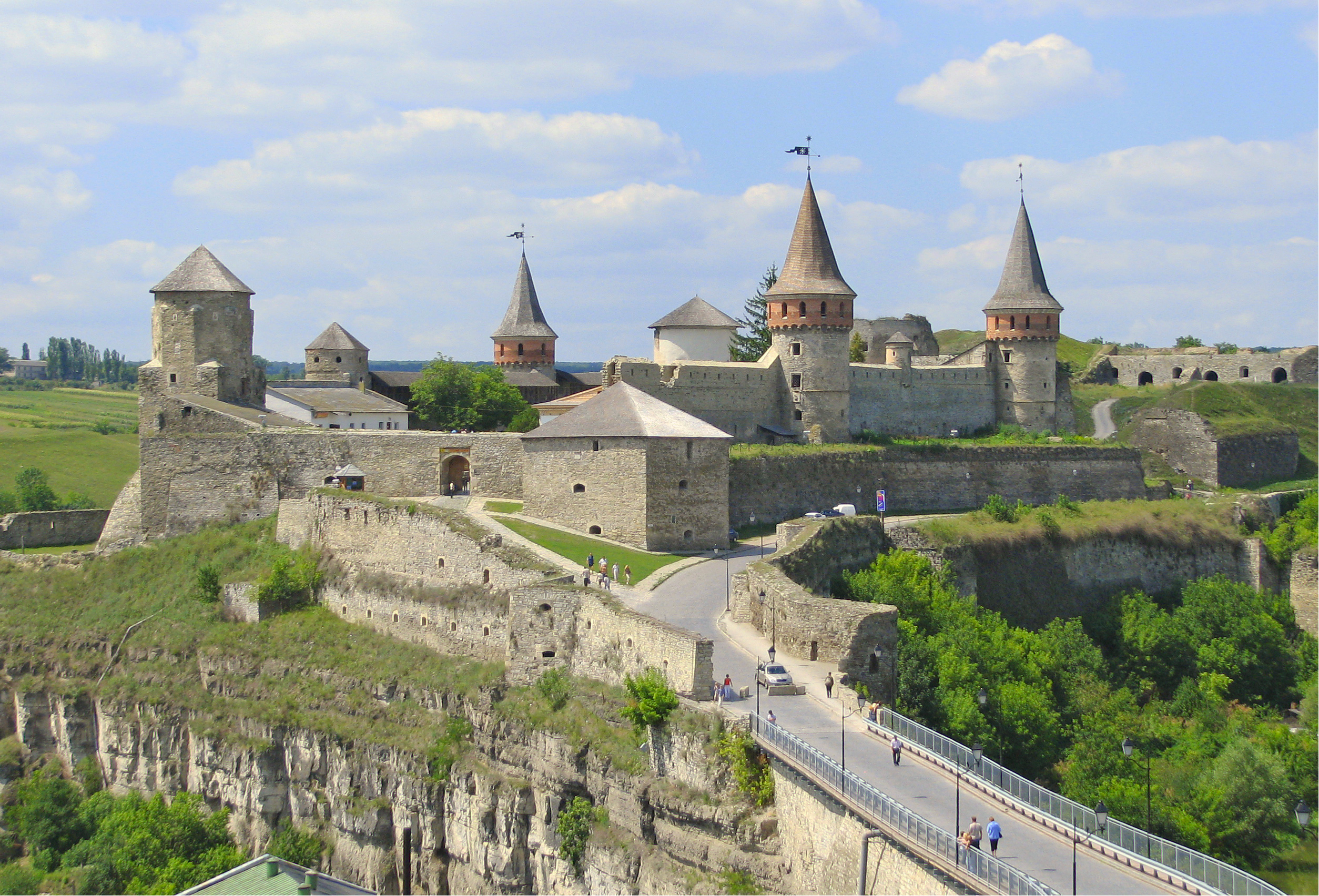

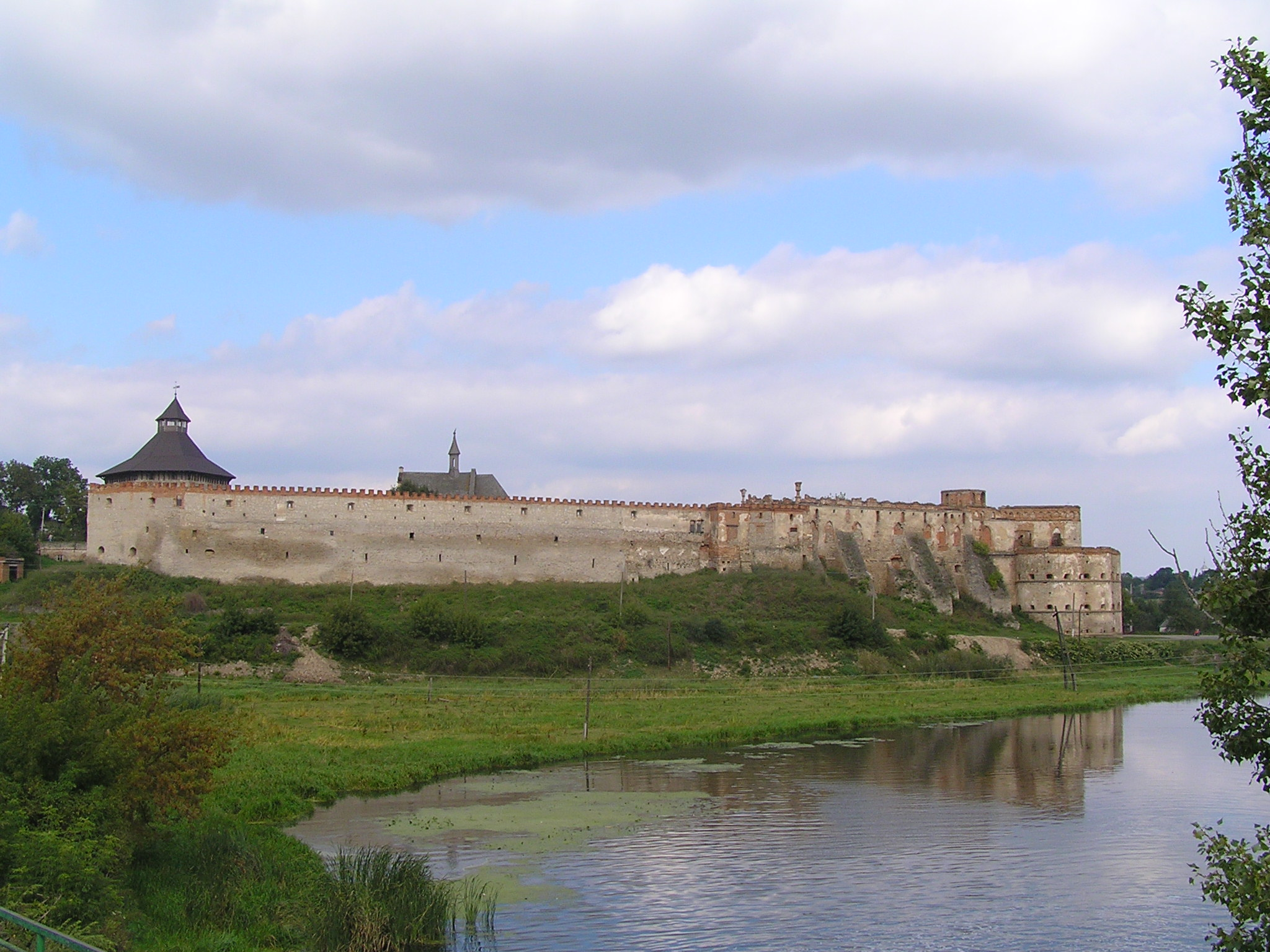
Меджибіж

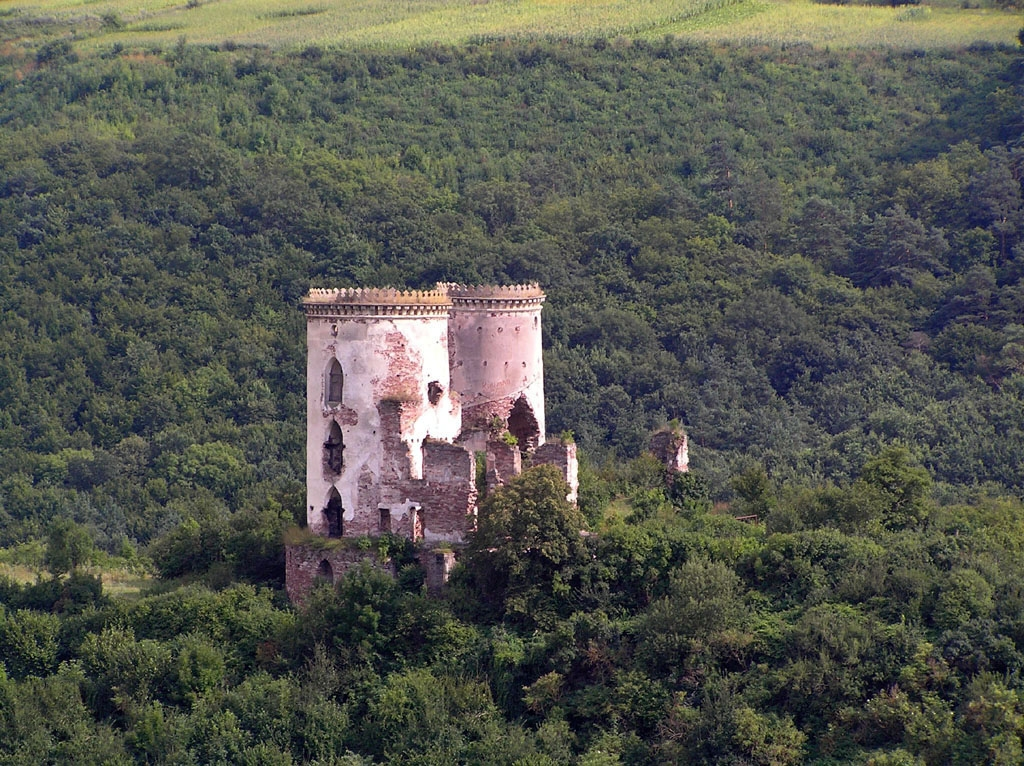
Червоноград

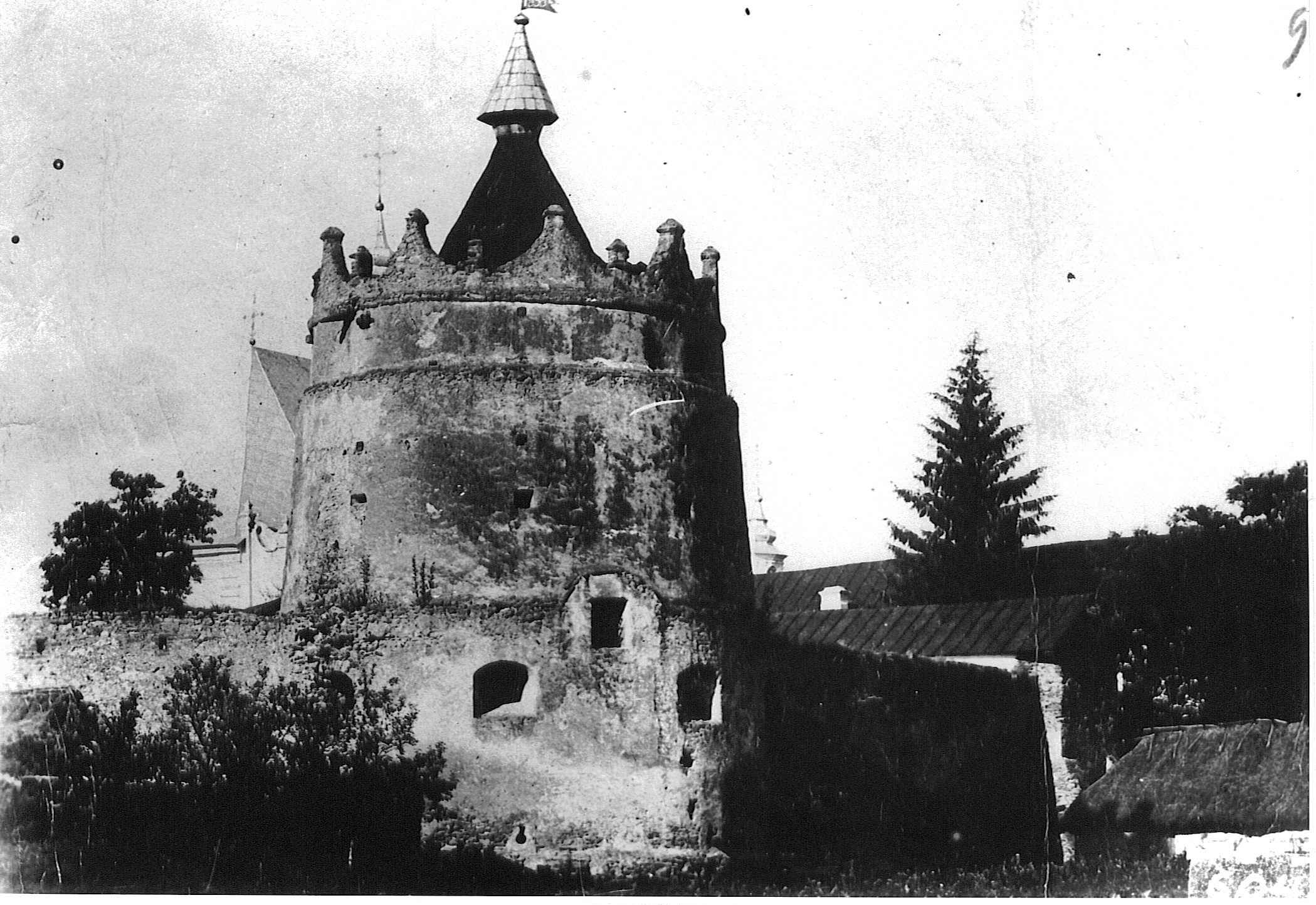
Летичів

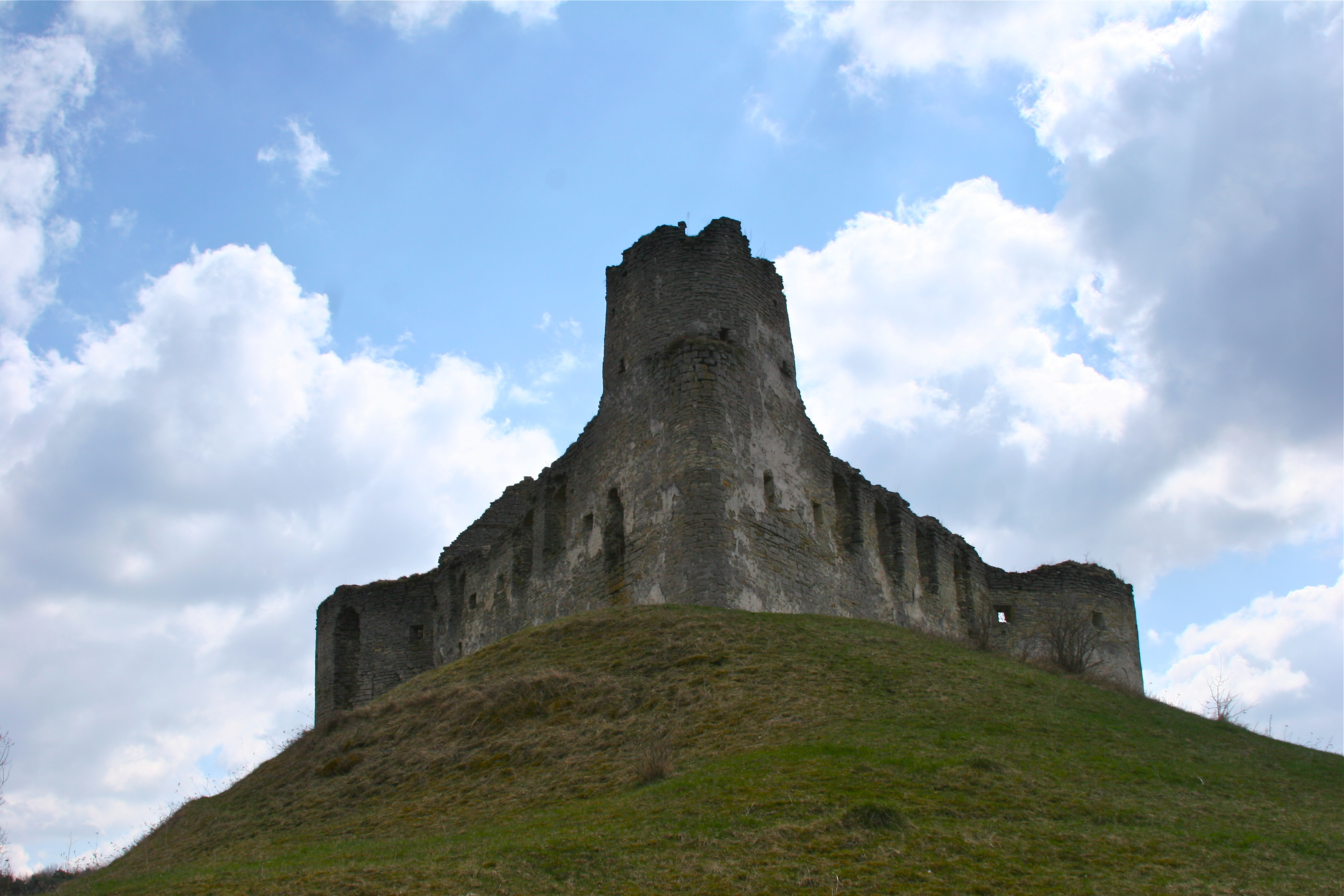
Сидорів

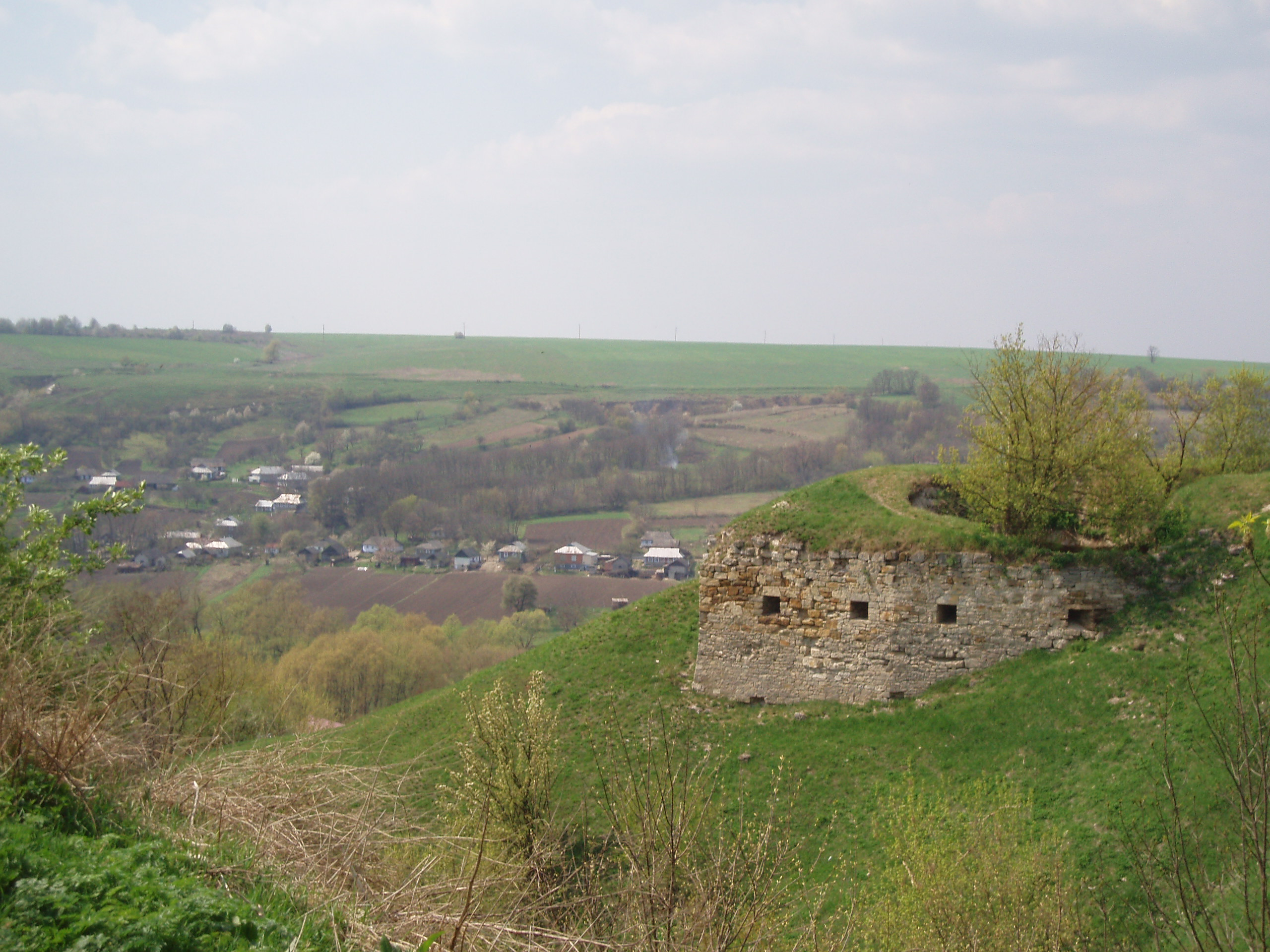
Зіньків

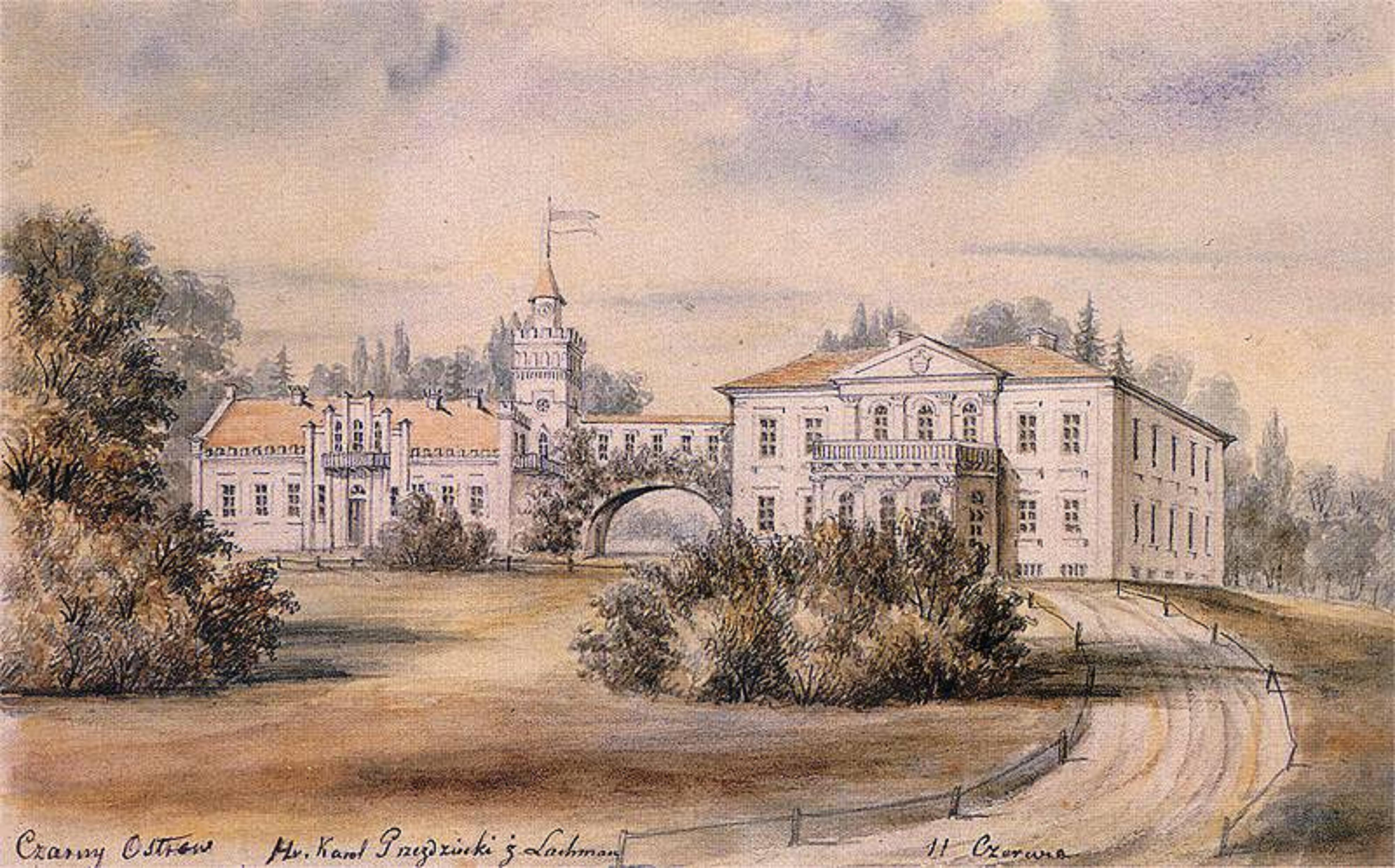
Чорний Острів

## Історія
Україна за давніх часів була для східної та середньої Європи прикриттям від різних степових хижаків, що пересувалися з Азії до Європи. Особливо таку роль відігравала вона в XIV–XVII ст., коли на південно-східних границях України — в чорноморських степах та в Криму кочували татари. В половині XV ст. татари остаточно відокремилися від Золотої орди і заснували в Кримське ханство, що приєдналося до Туреччини. Ця Татарська держава, організована на зразок азійських кочових хижацьких держав, за ввесь час свого існування провадила надзвичайно просту політику: жила коштом сусідніх держав — Московської, Литовської і Польської. Ці татари жили тим, що постійно нападали на прикордонні землі сусідніх держав, тобто на Україну, грабували її майно та забирали в полон людей. А тому що татари були під зверхністю Туреччини, то, бувало, що на Україну разом з ними приходили й турки теж руйнувати українські поселення. Особливо страждало від цих нападів Поділля, що лежало скраю українських земель, і саме ті місцевості, де людність була густіша й заможніша.
Татари нападали на Поділля звичайно трьома шляхами, що були вигідні для кінних наїздів: Кучманським, Чорним і Волоським. Перший шлях проходив по вододілу сточищ Дністра та Бога, приблизно по лінії теперішньої залізниці, що йде від Жмеринки до Одеси. Другий татарський шлях тягся по вододілу між Богом і Дніпром, по Вінниччині та Літинщині. Називався цей шлях Чорним, певне через те, що пролягав від Чорного лісу. Третій татарський шлях — Волоський, йшов по правому березі Дністра по Басарабії-Волощині. Йдучи цим шляхом татари переправлялися в кількох місцях через Дністер і з'являлися на Поділлю; іноді йшли уверх по Дністру і нападали на Покуття, Буковину і Галичину. Мало не кожного року, а часом і по кілька разів на рік татарські чамбули бували на Поділлю і найгірше допікали тим, що забирали в полон людей. Українсько-руські невільники були головною підвалиною економічного життя татарської держави і частково турецької. Невільничі торги в Криму, Малій Азії, Італії, на островах Середземного моря були переповнені невільниками з України. Особливо «ходовим крамом» були молоді українки. Багато було таких невільниць із Поділля.
Поділля, окрім лютих сусідів татар, мало ще інших, що теж нерідко непокоїли подільські поселення і пустошили їх; це були волохи, що займали задністрянські простори і були теж під зверхністю турецьких султанів. Від тих ворожих нападів і татар і волохів Поділля, як і вся Україна, не мало доброго захисту від своєї державної влади. Литовська й Польська держави, до яких належала Україна, не мали достатньої військової сили, щоб не допускати до України азійських кочівників.
У таких тяжких обставинах прикордонного життя, в постійній боротьбі осілої української людності з степовими розбійниками, доводилося людям самим шукати способів захисту від ворожих нападів, від руйнування свого житла й майна, від неволі та смерті.
Для захисту людність Поділля передусім користувалася тими схованками, які залишилися були ще з часів передісторичних, коли первісна людина ховалася від стихій та звірів у печерах, що їх багато є в басейні Дністра, по берегах як самої цієї праслов'янської ріки, так і її лівих приток. Народні перекази й досі вказують на значення тих печер, як схованок від татарських нападів.
Але такі природні захисти для подільської людності були недостатні і крім того небезпечні, бо — як згадують люди — часом вороги видушували димом людей у печерах. Людності треба було мати інші схованки від ворогів. І то тому ще за давніх часів стали в Україні будувати оборонні замки. Особливо багато повстало замків на Західному Поділлю, де будівельний міцний матеріал — каміння — був під руками на всякому місці. І такі замки були досить добрим захистом від татар, бо татарські чамбули, що нападали на Україну, це не було якесь регулярне військо, що вміло добувати фортеці; це були розбійники, озброєні луками, шаблями, ножами та арканами, і мали успіх у своїм грабіжництві головне тому, що швидко могли пересуватися. Їхньою метою були грабіжницькі напади та швидка втеча, тому вони ніколи не нападали на замки, хіба іноді разом з турками на невеликі з метою пограбування.

## Монументальне будівництво на Поділлі
Монументальне будівництво в Україні, особливо на Поділлі, в XIV–XVII ст. мало осібний архітектурний характер відповідно до умов життя в цій прикордонній, неспокійній країні. В порівнянню з попередніми часами велико-князівськими та галицькими, характер архітектури в Україні міняється: замість великих монументальних храмів, якими пишалися українські міста за князівських часів, замість палаців князів та бояр з'являються по різних містах, містечках та селах оборонні замки з баштами, амбразурами, зубчастими стінами на зразок західноєвропейських феодальних замків.
Навіть церковна архітектура Поділля тих часів набирала характеру замкового. Церкви та костьоли, жидівські синагоги будувалися невеликі, з міцними мурами, баштами, амбразурами та стрільницями. Яскравий зразок такого церковного будівництва являє собою мурована церква в с. Сутківцях на Летичівщині. Успенська церква в м. Межибожі (так само на Летичівщині) XVII ст. з дуже грубими мурами, вона має потайну кімнату в бані, хід до якої зроблено в стіні. Іванівська церква в Кам'янці мала міцну муровану дзвіницю-башту з амбразурами. Кам'янецький вірменський костьол мав теж потайну кімнату в бані і стрільниці в дзвіниці. Муровані синагоги в м. Сатанові на Проскурівщині і в м. Шаргороді на Могилівщині мали вигляд невеликих замків.

## Види замків
Замки в Україні були державні й приватні. Державні замки будувалися й утримувалися на державні кошти і називалися в коронних (польських) землях— королівськими, а в литовських — господарськими. Приватні замки будували заможніші землевласники в їх головних поселеннях, де часто жили й самі землевласники. Утримувалися такі замки на кошти власників та людності (в містах).
Приватних замків було багато особливо на Західному Поділлі.
Державні замки в Україні містилися там, де були південно-східні границі Польщі й Литви. Головні замки були такі: на Київщині — Київський, Канівський і Черкаський; на Волині — Житомирський, Овруцький, Луцький, Кременецький та Володимирський; на Брацлавщині — Брацлавський й Вінницький, на Поділлю (в Подільському воєводстві) — Кам'янецький, Летичівський та Барський. На Поділлю були ще державні замки в Смотричі, Скалі, Ольчедаєві, Бакоті та в інших місцях, але вони були знищені в XV ст., в часи боротьби Литви й Польщі за Поділля.
Більшість вищеназваних замків тепер не існує; тільки місця їх зазначені земляними валами, ровами та румовиськами, а часом не можна навіть відшукати місця, де був замок (Бакота).
Хоч державних замків в Україні здебільшого не залишилися, але збереглися більш-менш докладні офіційні описи замків Київщини та Брацлавщини 1545 та 1552 pp. Ці описи видано, із них можна уявити собі, що то були за замки, який був фортифікаційний тип їх тощо.

## Тип замку на Поділлі
Загальний тип замку в Україні був такий. Будували замок на високій горі, природно-непідступній, що її по можливості обмивала вода, або облягали болота. Найчастіше для замку вибирали гору, що виходила рогом або мисом до двох ярів, що сходилися в тім місці. Ріг той, коли він мав зв'язок з якою горою або високорівнею, відрізували ровом і валом (часом кількома) і таким чином утворювалася для замка подовгувата площа. Ту площу по контуру гори обводили валами, де була в цьому потреба, а навкруги ставили стіни — в давнину дерев'яні, а пізніше муровані, особливо там, де було доволі каміння. В кутах площі замку бували башти. Для в'їзду робили браму в башті, а часом було і дві брами.
Стародавніх докладних описів приватних замків України, подібних до описів державних замків, нема. Але зате деякі замки приватні збереглися, якщо не цілком, то залишилися значні рештки їх. Особливо треба сказати це про Західне Поділля, де замки були муровані.
За тими рештками замків, що залишилися на Поділлі до наших часів, часто не можна собі уявити, які саме були замки. Часто тільки по фундаментах мурів та по ровах і валах можна накреслити план замку. Плани замків були різні. Часом вони мали правильну форму довгастого чотирикутника, часом квадрата, часом трикутника, а іноді п'ятикутника. Деколи план замку був неправильної форми. Чим давніший був час заснування замку, тим менш правильний був його план щодо геометричної форми.
Під час нападу на Поділля кочівників основним призначенням замків була їх оборонна спроможність, а не окраса. Тому замки в той час будували з міцними стінами.
За пізніших часів, коли життя в Україні стало спокійніше, коли не потрібно було вже оборонятися від татар, то українські пани почали будувати замки на оздобу маєтків, для вигоди свого життя; такі замки будовано в певному архітектурному стилі, з архітектурними прикрасами. Це були замки-палаци, якими хотіли повеличатися. Згодом стали називати замками панські палаци, що часом нічого спільного з замками не мали.

## Інше
Українські замки (історичний нарис)